# 新千歲機場站
新千歲機場站（日语：／ Shin-chitose-kūkō eki */?）是位於北海道千歲市的一個車站（車站編號為AP15），由北海道旅客鐵道（JR北海道）經營，為千歲線支線的車站，同時為全日本最東與最北的機場站。

## 概要
在2012年8月，此車站開出的列車班次大部分是快速列車「機場」，只有早上部分班次是普通列車。而在快速列車「機場」班次中，每小時開出四班，兩班往小樽、一班往札幌、一班往旭川（此班次到達札幌後便轉變為L特急「超級神威號」，前往旭川）。如乘客需前往苫小牧、室蘭、帶廣、釧路等方向，就需要在南千歲站轉乘。

## 車站結構
車站為1面2線之島式月台，車站是位於地下。車站之上就是新千歲機場國內線客運大樓。為北海道唯一一座JR的地下車站（除了吉岡海底站，而此站現時已改為定點）。

### 月台配置
| 月台 | 路線    | 方向 | 目的地                       |
| ---- | ------- | ---- | ---------------------------- |
| 1、2 | ■千歳線 |      | 南千歲、札幌、手稻、小樽方向 |

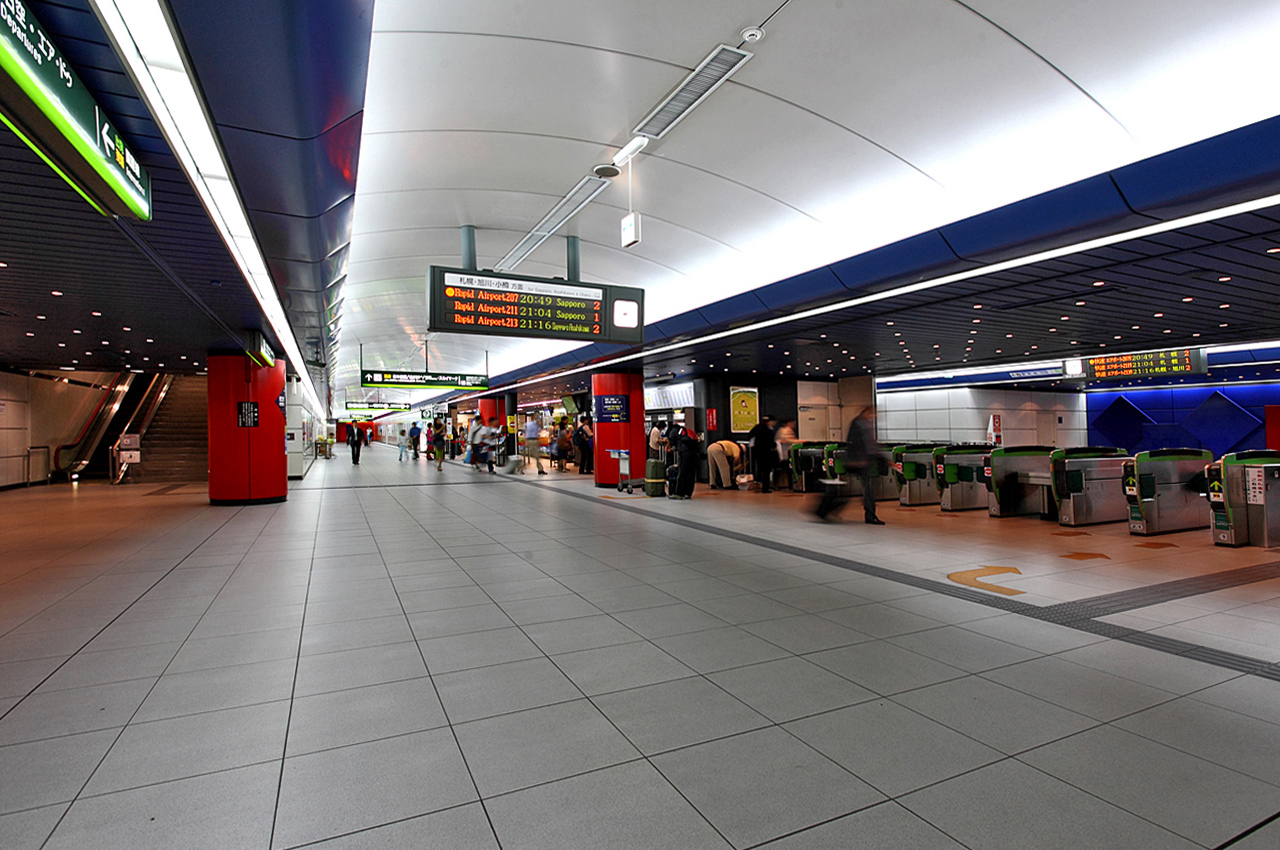
往日本航空集團、天馬航空櫃台的車站大堂。（2008年7月）
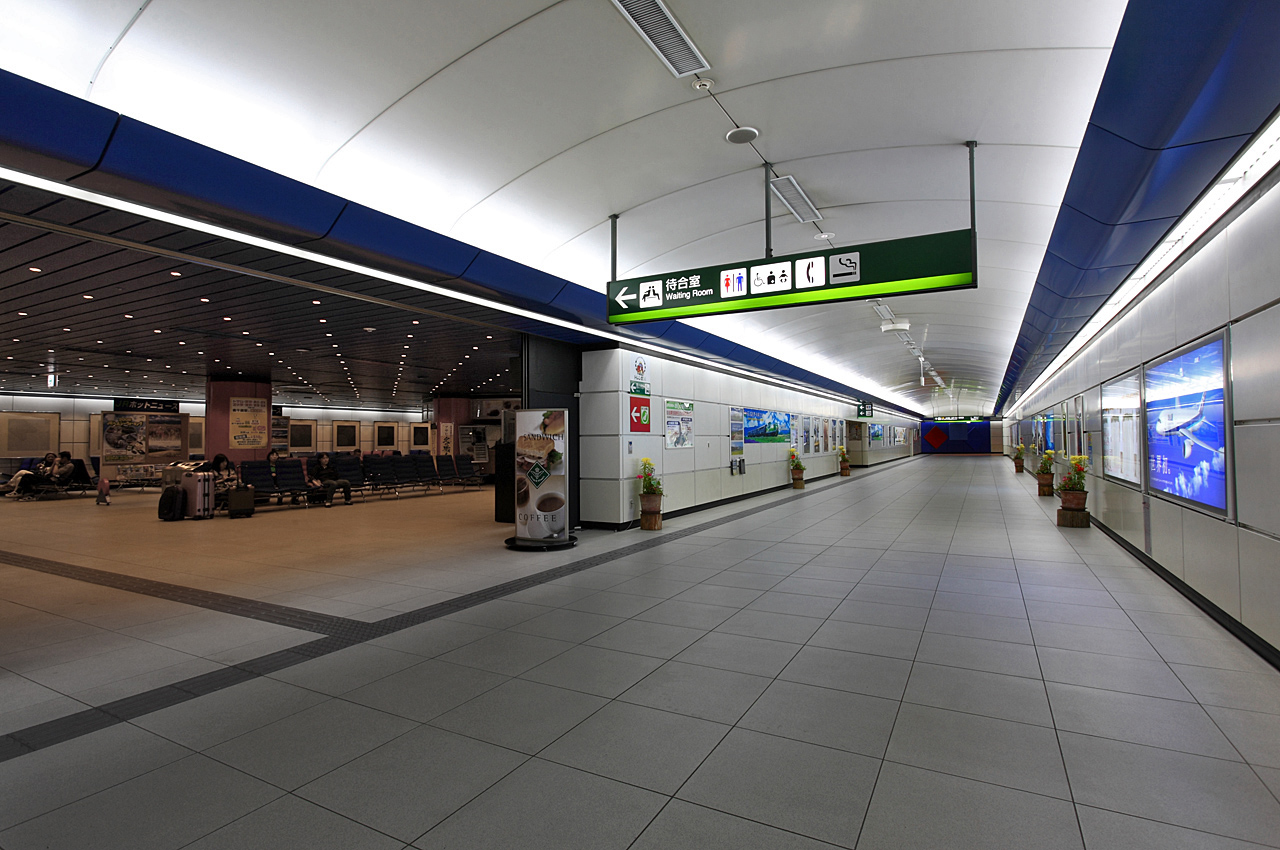
往全日空集團、北海道國際航空、IBEX航空櫃台的車站大堂。（2008年7月）
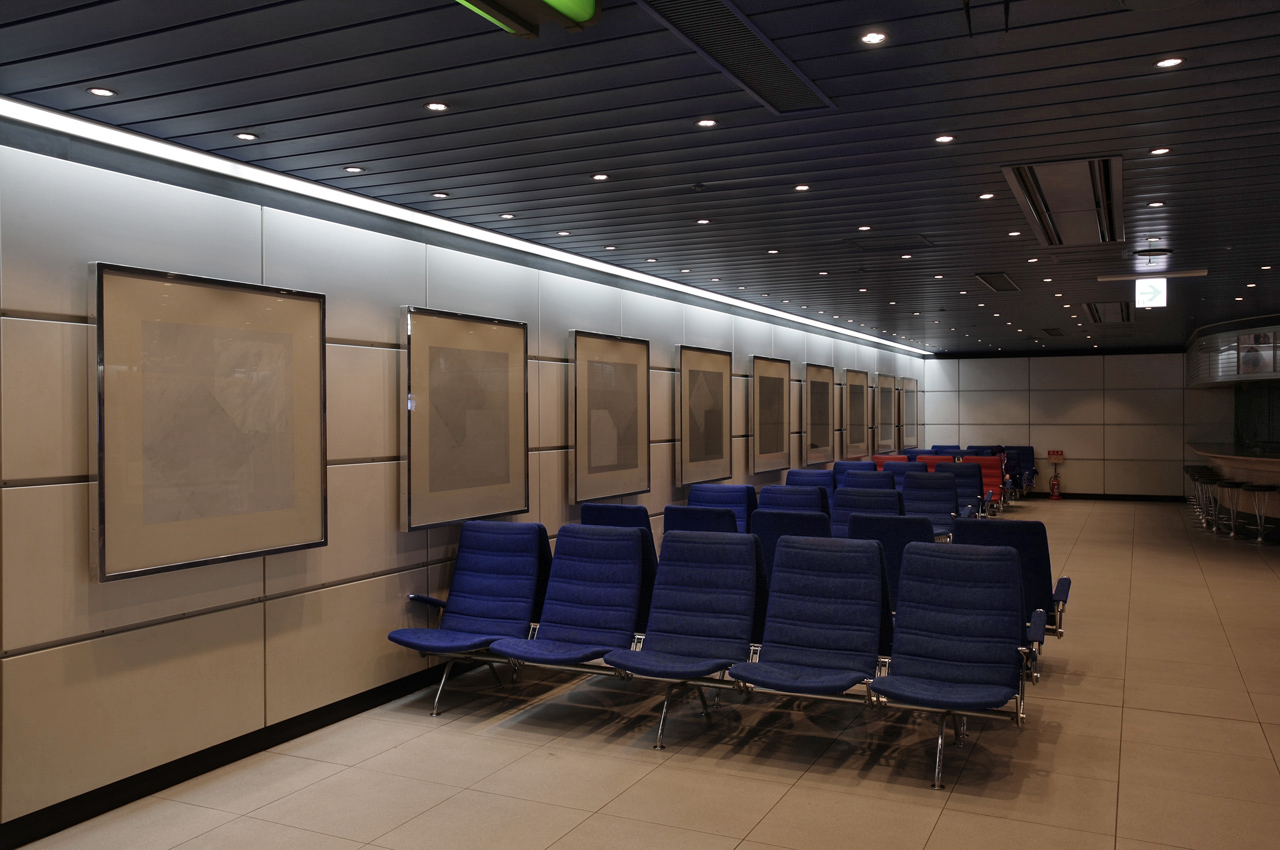
候車室（2008年7月）
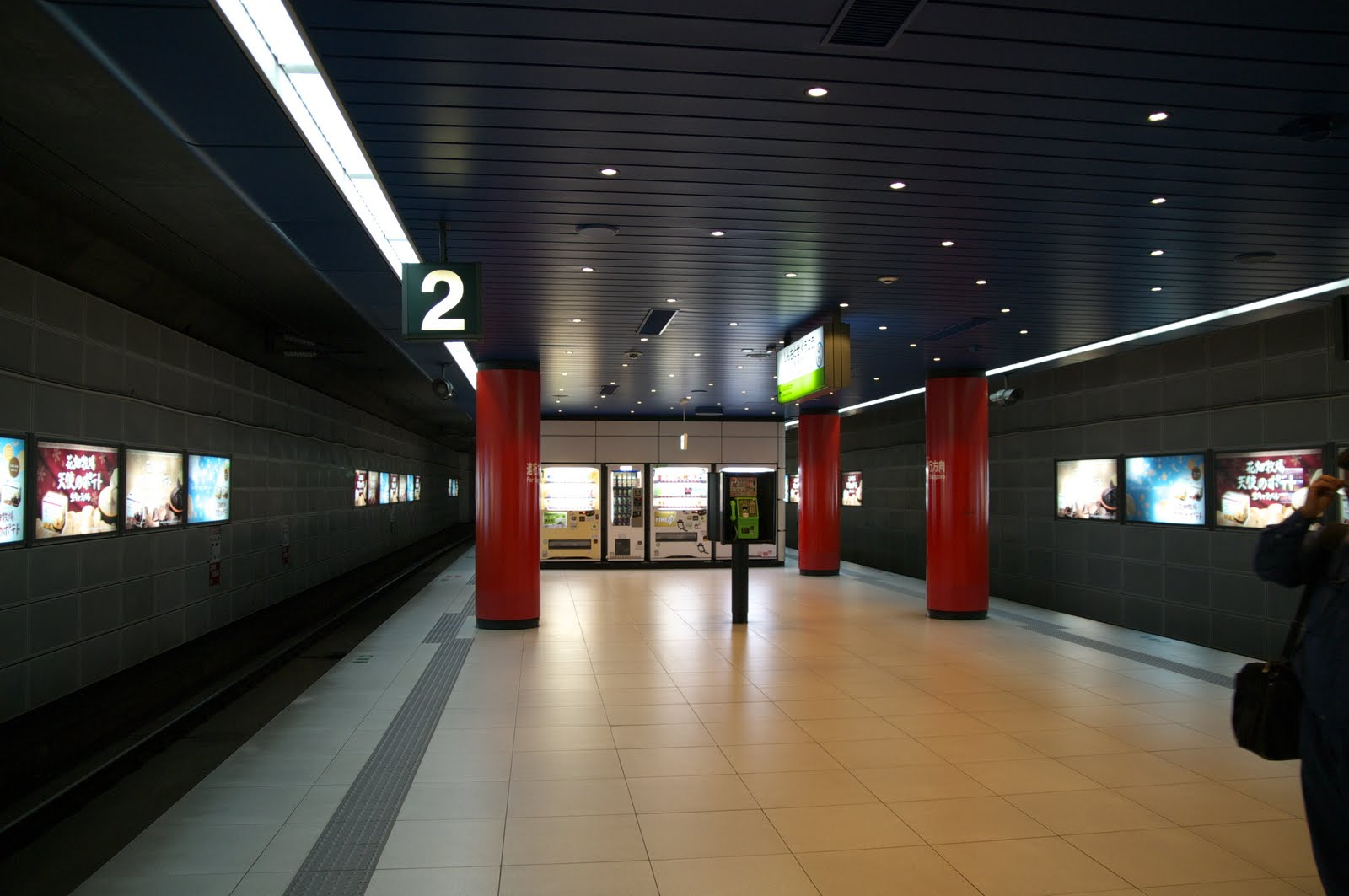
車站月台（2010年9月）

## 利用狀況
| 乘車人數變化 | 乘車人數變化 | 乘車人數變化 |
| 年度         | 1日平均人數  | 出處         |
| ------------ | ------------ | ------------ |
| 2003         | 10,400       |              |
| 2004         | 10,640       |              |
| 2005         | 11,120       |              |
| 2006         | 11,660       |              |
| 2007         | 11,780       |              |
| 2008         | 11,790       |              |
| 2009         | 11,140       |              |
| 2010         | 11,010       |              |
| 2011年       | 12,801       | [ 1 ]        |
| 2012年       | 13,458       | [ 2 ]        |
| 2013年       | 14,085       | [ 3 ]        |
| 2014年       | 14,118       | [ 4 ]        |
| 2015年       | 15,066       | [ 5 ]        |
| 2016年       | 16,121       | [ 新聞 1 ]   |
| 2017年       | 17,096       | [ 6 ]        |
| 2018年       | 17,759       | [ 新聞 2 ]   |
| 2019年       | 17,710       | [ 7 ]        |
| 2020年       | 6,546        | [ 8 ]        |
| 2021年       | 8,526        | [ 9 ]        |
| 2022年       | 13,935       | [ 10 ]       |

## 車站周邊
- 新千歲機場
  - 新千歲機場內郵局
  - 北洋銀行千歲中央支店新千歲機場分店
- 新千歲機場商務酒店

## 歷史
- 1992年（平成4年）7月1日 - 新千歲機場客運大樓開始使用而啟用。同時鄰近的千歲機場站改名為南千歲站。
- 1998年（平成10年） - 引入自動入閘機。
- 2008年（平成20年）10月25日 - 開始使用智能卡Kitaca。
- 2009年（平成21年）3月14日 - 開始使用智能卡Suica。

## 相鄰車站
北海道旅客鐵道（JR北海道）
■千歳線（機場支線）
■特别快速「Airport」、■快速「Airport」、■普通
新千歲機場（AP15）－南千歲（H14）

### 新聞
1. ↑  . ニュースイッチ (日刊工業新聞社). 2019-08-11  [2020-07-12]. （原始内容存档于2023-05-03）.

## 外部連結
- 新千歲空港站構内圖（JR北海道） （页面存档备份，存于）